# Natalio Cirilo Banegas
Natalio Cirilo Banegas (La Paz, Entre Ríos, 9 de julio de 1893–Rosario, Santa Fe, 14 de mayo de 1967), conocido popularmente por los seudónimos: don Nata Banegas, don Nata, Benegas y Trapiche, fue un jockey, jinete de salto ecuestre, entrenador de caballos y propietario de caballos purasangre argentino, además de figura emblemática del turf de la República Argentina y de la Ciudad de Rosario durante la época dorada de este deporte durante la primera mitad del siglo XX. Recibió las más altas estadísticas (puntajes) a nivel nacional y regional de Argentina.

## Contexto histórico
El historiador Roy Hora explica que «en las décadas de los años 1920 y 1930 el turf era de tal importancia en nuestro país (Argentina) que representaba más que todo el resto del mundo deportivo. Era importante porque el volumen de apuestas per cápita era más grande que la de los principales países europeos como Francia e Inglaterra” y agrega que “tan importante era el funcionamiento del Hipódromo de Palermo, que su costo operativo fue uno de los más altos del mundo. Lo que pagaba Palermo en salarios, premios de los caballos y el costo de funcionamiento del hipódromo era más grande que el presupuesto de algunas provincias argentinas, excepto las grandes, una dimensión que uno no encuentra en otro país. Esto era así porque sin duda éste es el país del caballo. Cuando se compara a la Argentina con otros países, uno de los rasgos más notables es que el número de caballos per cápita es altísimo”, explica el historiador. Aquella sociedad montada a caballo y con una enorme empatía con el animal es lo que disparó el auge del turf», concluye.
«Esta deferencia hacia la elite desaparece en la década de 1920, cuando la prensa comienza a criticar al Jockey Club. Lo que antes era un emprendimiento de relevancia pública se volvió un simple espectáculo, muy popular, pero con la peculiaridad de que el dinero de los espectadores iba a parar a los bolsillos de los ricos. El cambio se explica porque el país se estaba volviendo socialmente más democrático. Uno de los indicadores de esa mutación es el éxito de la prensa popular y populista, cuyo exponente característico es Crítica. Allí está Last Reason, el más talentoso de los cronistas del hipódromo. Gran defensor de las carreras en tanto entretenimiento popular, él y muchos otros periodistas posaron su atención sobre personajes que hasta ese momento habían estado en un segundo plano: cuidadores, peones y, sobre todo, las nuevas estrellas de la pista: los jockeys».

## Infancia
Natalio Cirilo Banegas nació en la ciudad de La Paz, Provincia de Entre Ríos, Argentina, el 9 de julio de 1893, ciudad localizada en el noroeste de dicha provincia. El Segundo censo nacional de la República Argentina, realizado el 10 de mayo de 1885, lo sitúa con un año de edad en esta ciudad. En algún momento poco después, se mudó con su familia a la zona noreste de la Provincia de Entre Ríos, al Departamento Concordia, específicamente a los distritos Yeruá y Yuquerí, donde su familia poseía tierras y trabajaba en la ganadería y agricultura, particularmente en la ganadería ovina.

## Carrera

### Buenos Aires (1906-1930)

#### Inicios (1906-1909)
Natalio Cirilo Banegas llegó desde la Provincia de Entre Ríos a la Ciudad de Buenos Aires, en 1906 siguiendo al renombrado entrenador y cuidador de caballos purasangre Francisco Maschio, que era un amigo cercano de su familia y vecino. Maschio se transformó en su mentor y más tarde en su colega. Una vez en Buenos Aires, Banegas fue iniciado en la profesión ecuestre por el entrenador Juan Concepción en las caballerizas que Concepción poseía en los Bajos de Belgrano de la Ciudad de Buenos Aires, primero como vareador y luego como aprendiz de jockey y de entrenador (cuidador) de caballos purasangre. Banegas reconocía al cuidador Juan Concepción como “ el único patrón que tuvo”.

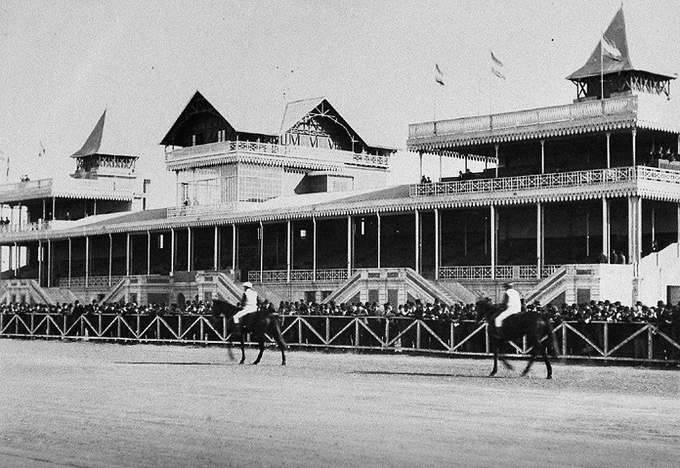
Hipódromo Nacional de Belgrano, Buenos Aires, ca. 1910.

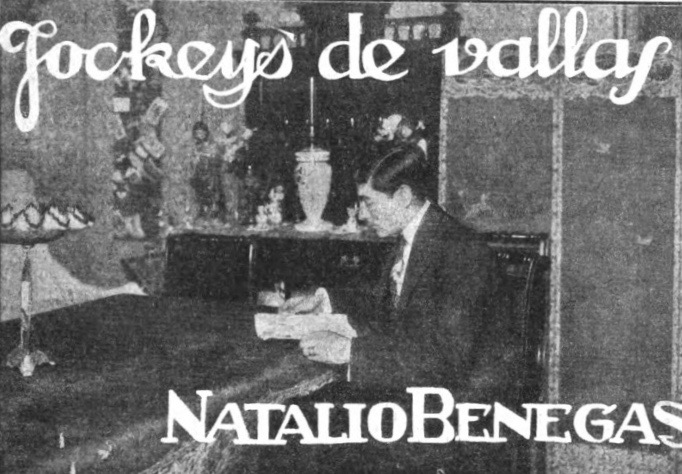
Natalio C. Banegas "At Home" leyendo un artículo sobre la construcción del puerto de ciudad de La Paz. ca. 1914.

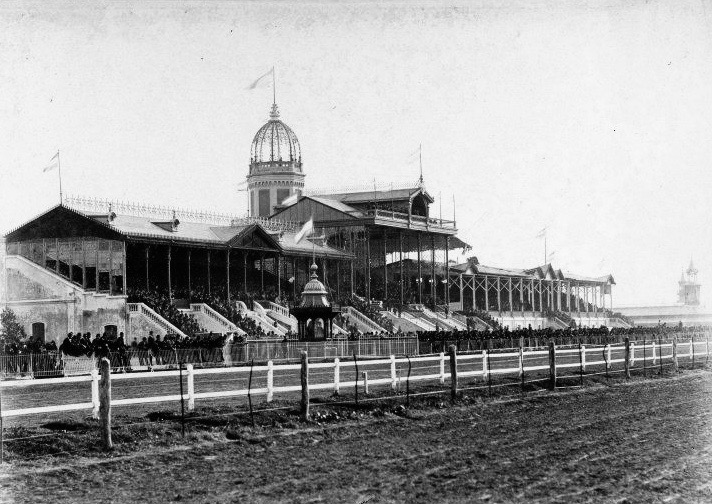
Hipódromo Argentino de Palermo, Buenos Aires, Argentina. ca. 1910

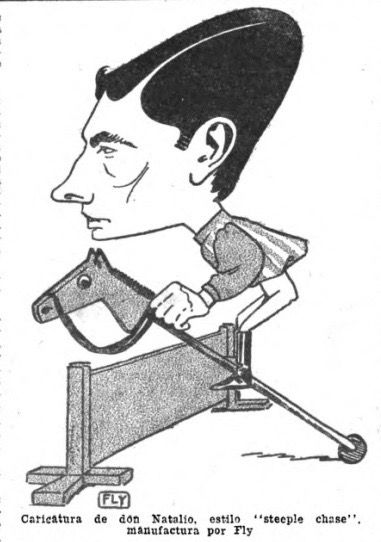
Caricatura de Natalio Cirilo Banegas por Fly. 1914.

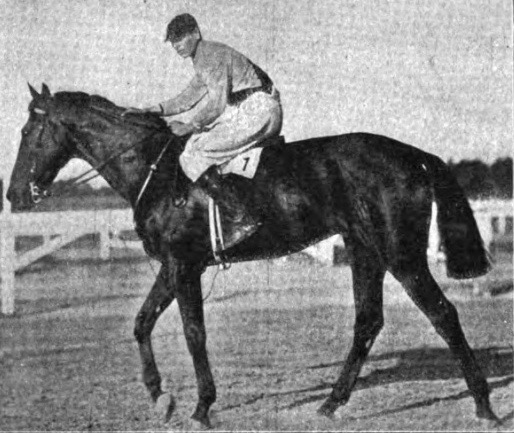
Natalio Cirilo Banegas, montando a Quillay antes de la rodada. 8 de enero de 1913.

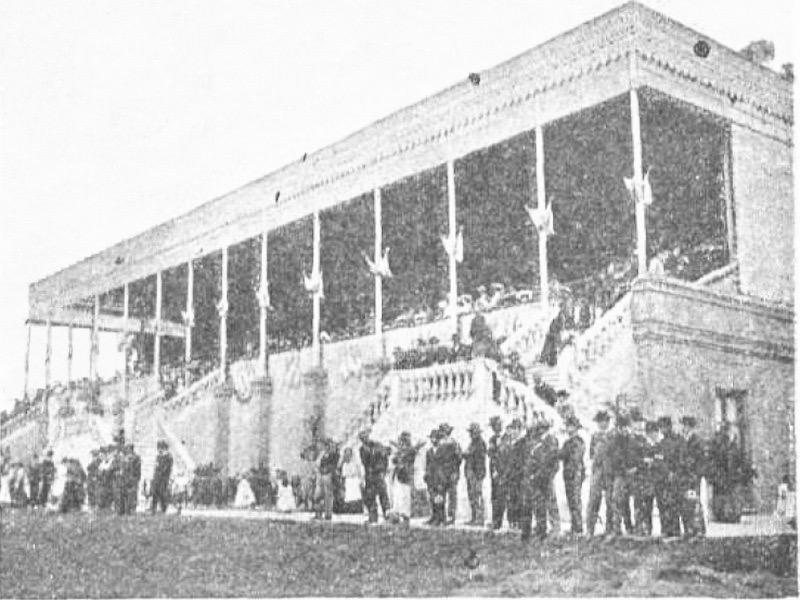
Hipódromo de La Plata, Provincia de Buenos Aires, Argentina. ca. 1904.

#### Jockey (1909-1912)
En 1909 Banegas obtuvo la licencia para competir como jockey debutando con Entrevero, caballo bajo el entrenador Elías Zamora, en el Hipódromo de Belgrano.
El Hipódromo de Belgrano, también conocido como Hipódromo Nacional e Hipódromo Nacional Presidente General Bosch, fue un pista activa entre 1887 y 1913, contraparte y competidor del Hipódromo Argentino de Palermo.
Su primera victoria fue en 1909 con Absalón, un purasangre de las caballerizas Los Pinos y hermano de Rubicela, con el cual ganó los 1.400 metros y una subsecuente carrera derrotando al legendario tordillo purasangre Realista de las caballerizas de entrenador Juan Coll que fue montado por el jockey Pedro Claverie.
La tercera victoria de Banegas fue con Ilota cuyo entrenador era Tellería con el que ganó además otras diez carreras. Desde ahí en más se posicionó como uno de los principales jockeys argentinos de su tiempo, obteniendo en el Hipódromo Nacional, en la temporada 1909-1910, una estadística sin precedentes: 80 carreras ganadas. Otros caballos con los que Banegas corrió en esta temporada fueron: Florentina, Solway, Fastidio y L’Emperur entre otros. En esta temporada también hizo su debut como jockey en el Hipódromo de Palermo con Bonzo con el que ganó un segundo puesto seguido por otro segundo puesto con Proserpine.

#### Jinete de Salto Ecuestre (1912-1915)
En 1912 Natalio Cirilo Banegas se estableció como uno de los más destacados jinetes del salto ecuestre, argentino ganando 13 de los 25 certámenes en los que compitió ese año, que incluyeron carreras en los hipódromos de San Martín, Palermo y Longchamps. Entre algunos de los caballos con que compitió en 1912 estuvieron: Cogote, Oskold, Brezo (propiedad del Andrés Guadalupe) con el cual obtuvo 4 victorias y Quillay.
Para mediados de 1913, de los siete eventos en que participó Banegas, obtuvo tres victorias, no sólo en Buenos Aires pero también en la Ciudad de San Miguel de Tucumán saltando con, entre otros: Soldier Boy, Old Fellow, El Solo y Más o Menos y Quillay.
El 8 de enero de 1913 durante una carrera de saltos, Banegas sufrió una caída mientras saltaba on obstáculo con Quillay que le causó una grave concusión y lo dejó imposibilitado por quince días. Quillay era un vástago de Le Samaritain y Melena, dos famosos campeones y reproductores de campeones, bajo el cuidado del entrenador Felipe Viscay.
Banegas continuó desempeñándose como jinete de saltos después de su accidente y durante 1914, siendo su última victoria registrada la que obtuvo con Más o Menos en septiembre de ese año. Seguidamente transicionó a la profesión de entrenador (cuidador) transformándose en uno de los más exitosos entrenadores de caballos purasangre de Argentina.

#### Entrenador, Buenos Aires (1915-1930)
Natalio Cirilo Banegas entrenó caballos principalmente para carreras del Hipódromo Argentino de Palermo y del Hipódromo de San Isidro de la Ciudad de Buenos Aires y también para el Hipódromo de la Ciudad de La Plata en la Provincia de Buenos Aires. Banegas entrenaba purasangres venidos de los principales haras dedicados a la cría de caballos, entre estos el haras Condal, propiedad de Fernando Sanjurjo, dueño de la fábrica de cigarrillos del mismo nombre y el haras Chapadmalal, propiedad de los hermanos Miguel y José A. Martínez de Hoz.
El historiador Roy Hora indica en su Historia del turf argentino, en referencia al impacto de la crisis económica de los 30’ sobre el turf y en particularmente sobre el Hipódromo de Palermo que "... el Jockey Club se lanzara a construir un estadio de su exclusiva propiedad. La obra comenzó en 1926, pero la Crisis del Treinta demoró su apertura hasta Diciembre de 1935". En este período también adquieren mayor relieve varios hipódromos del interior del país, entre ellos los de Córdoba y Rosario".
A los finales de la década del 20’ y los comienzos de la década del 30’ Natalio Cirilo Banegas expandió su actividad profesional a la Ciudad de Rosario, Provincia de Santa Fe, entrenando caballos para carreras del Hipódromo Parque de La Independencia (inicialmente llamado Hipódromo del Jockey Club de Rosario) y asentándose definitivamente en Rosario a principios de los 30’ cuando contrae matrimonio con Ángela Bandoni. De aquí en más y hasta el final de su carrera preparó caballos principalmente para las carreras del Hipódromo Parque de La Independencia en Rosario y para las del Hipódromo de Palermo en Buenos Aires. 

### Rosario (1930-1967)

#### Entrenador, Rosario (1930-1967)

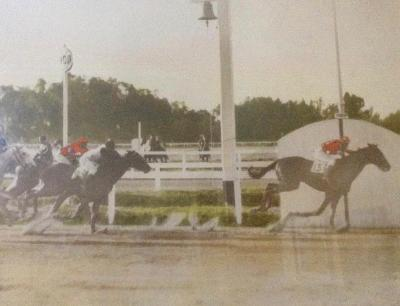
Bravio ganando el Premio Presidente de la República. 9/VII/1939

Natalio Cirilo Banegas se destacó como entrenador de caballos de carreras de larga distancia (3000 y 4000 metros) ganando los premios y clásicos más importantes y obteniendo las más altas estadísticas de su tiempo en la Ciudad de Rosario. Entre algunos de los premios y clásicos ganados por Banegas están: el Premio Presidente de la República, el Clásico Pueyrredón, el Gran Premio Carlos Pellegrini y el Clásico Alfredo A. and Oscar P. Casas.
Entre algunos de los más destacados purasangres que entrenó Banegas se recuerdan Hollis, caballo con el cual Banegas ganó el Premio Presidente de la República, el Clásico Pueyrredón y el Gran Premio Carlos Pellegrini, esta última victoria, acontecida el 11 de noviembre de 1936, carrera de 3000 metros que ganó en el tiempo récord de 3 minutos y 7 segundos.
Bravio fue otro purasangre con el cual ganó otra vez el Premio Presidente de la República el 9 de julio de 1939; Mantillo otro purasangre con el que obtuvo el prestigioso Clásico Alfredo A. y Oscar P. Casas el 28 de julio de 1960; y Chillido, del stud La Estrella, caballo que Banegas compartía en propiedad con el Escribano Francisco H. Landó y con el que obtuvo numerosas victorias. 
Titulares de periódicos y la prensa especializada de su tiempo vitorearon el éxito profesional de Banegas, popularizando su nombre y fama con encabezados tales El diestro entrenador de Bavio, La jornada de ayer alcanzó números elocuentes, Batacazo!.
Natalio Cirilo Banegas fue el propietario del stud Asegún y también estaba a cargo del stud Sarmiento, propiedad de su esposa Sra. Ángela Bandoni (10 de mayo de 1907, 11 de agosto de 1985, Rosario, Argentina).   Se recuerda por la chaqueta del jockey del stud Sarmiento por su hermoso y delicado diseño, una creación original de la misma Sra. Bandoni de Banegas realizada con un tartán escocés de tonos beige en el frente y en la espalda, mangas blancas y gorra del mismo tartán escocés con visera blanca.

#### Últimos años

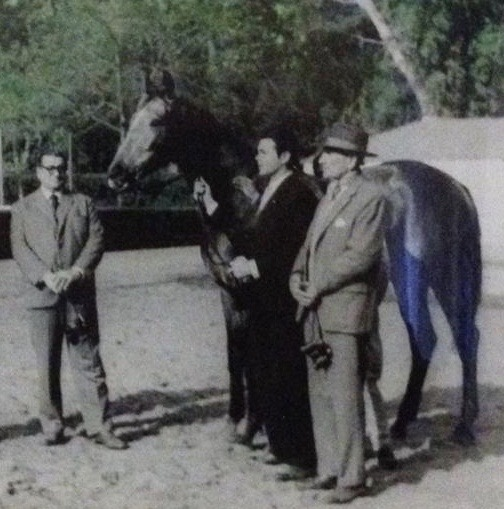
Mónaca sostenida por su entrenador Oscar Banegas de pie al lado de su padre Natalio C. Banegas. 25/VI/1961

Los últimos años fueron coronados con múltiples premios ganados incluyendo aquellos obtenidos por los purasangres Saint Nichols; Martinica, yegua del stud JSR y Rimado, purasangre que se destacó en carreras de corta distancia. Natalio Cirilo Banegas anhelaba que su profesión como entrenador de caballos purasangre se transformara en una tradición familiar.   Consecuentemente, su hijo, Prof. Oscar Banegas, siguiendo las huellas de su padre, el 25 de junio de 1961 ganó el prestigioso Premio Alfonso de la Fuente y Chai con Moncada, tordilla conducida por el jockey José Figueroa, siendo esta la última victoria ecuestre registrada por la familia Banegas la cual ocurrió ya durante el declive del turf en la Argentina. 
Según el historiador Roy Hora: "El hito que marca el fin del crecimiento de las carreras de caballos fue en 1952 en el Hipódromo de San Isidro con 102.600 personas registradas. Desde ese entonces sólo se registran descensos. Las causas: el crecimiento exponencial del fútbol como deporte de masas, del box, en materia de “héroes populares” y de la aparición de la TV, como fenómeno de masas."
Para la historia del turf en Argentina y de la Ciudad de Rosario, Natalio Cirilo Banegas dejó un gran legado como legendario jockey y entrenador, mientras que en su familia dejó la tradición por la excelencia profesional, ya no en el entrenamiento de caballos purasangre, pero en la enseñanza, en el caso de su hijo Prof. Oscar Banegas, en la medicina en el caso de su nieto Dr. Rodrigo Natalio Banegas y en la música clásica en el caso de su nieto Fabio L. Banegas. Ambos nietos, mellizos, han llevado su apellido y ejemplo por la excelsitud al plano internacional. Natalio Cirilo Banegas fallece en la Ciudad de Rosario el 14 de mayo de 1967.

## Datos relevantes
| Premios Más Importamtes Ganados | - Gran Premio Carlos Pellegrini (1936), Presidente de la República (1939), Clásico Pueyrredon, Clásico Alfredo A. and Oscar P. Casas (1960), Premio Alfonso de la Fuente y Chai (1961) |
| Caballos Destacados             | Entrevero (1909), Absalón (1910), Ilota (1910), Florentina (1910), Solway (1910), Fastidio (1910), L'Empereur (1910), Bonzo (1910), Proserpine (1910), Oskold (1912), Brezo (1913), Quillay (1913), Soldier Boy (1913), Old Fellow (1913), Más o Menos (1914), El Solo (1914), Hollis (1936), Bravio (1939), Mantillo, Chillido, Martinica (1960), Rimado, Monaca (1961) |
| Carreras Ganadas                | - 80 - Jockey - 1910 - 13 - Salto Ecuestre - 1912 |

## Carlos Gardel
Durante su Carrera, Natalio Cirilo Banegas gozó de la amistad de las figuras más importante del mundo ecuestre argentino. Entre ellos estaba su amigo cercano, legendario cantante de tangos, compositor y actor Carlos Gardel (1890–1935), con quien Banegas tuvo una amistad que comenzó antes del comienzo de su carrera artística y que se extendió por más de un cuarto de siglo.

En la noche del viernes 15 de noviembre de 1918, Carlos Gardel y José Razzano, dos jóvenes artistas que entonces escalaban los primeros peldaños de una promisoria carrera profesional, abandonaron sigilosamente el hotel de General Pico donde se alojaban y emprendieron un apurado regreso a la ciudad de Buenos Aires. . . . movidos por el irrefrenable deseo de asistir al Hipódromo de Palermo en la tarde del domingo 17 de noviembre de 1918. Y es que en esa jornada memorable se medirían Botafogo y Grey Fox, y no sólo los 50.000 entusiastas del turf que desbordaron las instalaciones del Hipódromo Argentino sino también la amplia mayoría de los habitantes de Buenos Aires aguardaban expectantes que se alzaran las Cintas y comenzara la que con toda justicia fue considerada la "carrera del siglo”.

La amistad entre Carlos Gardel y Natalio Cirilo Banegas se remontaba al tiempo en el Banegas era parte del grupo de amigos cercanos que Gardel tenía con el jockey Irineo Leguisamo y el entrenador Francisco Maschio, quien fue también uno de sus mentores. De acuerdo con Simon Collier en The Life, Music and Times of Carlos Gardel (La vida, música y tiempo de Carlos Gardel) el stud de Maschio, llamado Yeruá, en la calle Olleros, fue para Gardel el foco de una barra alternativa, tan fuerte como ninguna otra con la que se asociaría durante su vida.
La amistad entre Carlos Gardel y Natalio Cirilo Banegas se remontaba al tiempo en el Banegas era parte del grupo de amigos cercanos que Gardel tenía con el jockey Irineo Leguisamo y el entrenador Francisco Maschio, quien fue también uno de sus mentores. De acuerdo con Simon Collier en The Life, Music and Times of Carlos Gardel (La vida, música y tiempo de Carlos Gardel) el stud de Maschio, llamado Yeruá, en la calle Olleros, fue para Gardel el foco de una barra alternativa, tan fuerte como ninguna otra con la que se asociaría durante su vida.
En su última actuación en la Ciudad de Rosario, el 21 y 22 de abril de 1933, en el Teatro Broadway, Carlos Gardel le regaló a Natalio Cirilo Banegas una de sus chaquetas de gaucho, confeccionada con un satén negro y bordada con rosas rojas. Gardel fue fotografiado usando esta chaqueta por el fotógrafo José María Silva en 1923 y la usó después ese mismo año en su gira de conciertos por España en donde actuó en 40 conciertos en el Teatro Apolo de Madrid, una de dichas actuaciones contó con la presencia de una de las Infantas de España, Infanta Isabel de Borbón y Borbón, "La Chata".
Una chaqueta de gaucho similar a la que recibió Banegas de parte de Gardel aparece en filmes y pósteres de películas como El tango en Broadway de 1934 y El día que me quieras de 1935. Esta chaqueta fue también usada alternativamente en El día que me quieras por los actores Tito Luciardo y Manuel Peluffo. En una de esas escenas cantan el tango Suerte Negra en trío con Carlos Gardel. Carlos Cardel murió trágicamente el 24 de junio de 1935.

## Colegas

### Entrenadores
Natalio Cirilo Banegas mantuvo amistades cercanas con sus colegas, entre ellos estaban los entrenadores: Juan Concepción, Francisco Maschio, Naciamo Moreno, Elías Zamora, Tellería, Felipe Viscay, Andrés Guadalupe, Anacleto Galimbertti, Aníbal "Chiquito" Giovanetti, Della Randart y Lora.
Como el más destacado entrenador de la Ciudad de Rosario, inició y ganó la estima de muchos de sus colegas, como: Cecilio Rodríguez, Agapito Gómez, Arturo Capra, Antonio Lema, Carlos "Gallego" Varela, Miranda, Agud, Demarchi, Alonso y los hermanos Toledo.

### Jockeys
Entre los jockeys que montaron los caballos preparados por Natalio Cirilo Banegas, algunos convirtiéndose en amigos personales, estaban: Irineo Leguisamo, Ramón Pelletier, Domingo "Mingo" Torterolo, Francisco Arcuri, Máximo Acosta, José Candal, Manuel Lema, Roberto Carabajal, Sebastián Ruíz, y Cayetano Santos "Pochi" Sauro, todos activos en los hipódromos de la Ciudad de Buenos Aires.
En la Ciudad de Rosario sus caballos fueron conducidos entre otros por los siguientes jockeys: Ángel Oscar Baratucci, Félix Tomas Rodríguez, Nicasio Rubén "Machadito" Machado (montando entre otros a Mantillo), Oreste A. Cosenza y los hermanos Jorge y Tito Mernies.
Es importante mencionar que Cayetano Santos Sauro y Nicasio Rubén Machado salieron de la misma escuela escuestre que Banegas, y como él, comenzaron primero como vareadores en las caballerizas de Belgrano, después aprendices de jockey y finalmente convirtiéndose en campeones.
Con respecto a Ángel Oscar Baratucci, el 15 de diciembre de 1957, ganó en el Hipódromo de la Ciudad de Rosario todas las ocho carreras programadas en esa fecha, ingresando así, al El libro Guinness de los récords, desplazando al mismo Irineo Leguizamo que había mantenido el registro más alto de siete carreras ganadas en un día. Sobre Cayetano Sauro, quien fue también uno de los más destacados jockeys de su tiempo, su carrera fue interrumpida después del accidente que sufrió el 15 de febrero de 1969 en el Hipódromo de San Isidro.

## Propietario de Purasangres
Natalio Cirilo Banegas fue propietario de numerosos campeones y destacados caballos purasangre como fue el caso de Rimado y también entrenó caballos frecuentemente en asociación con importantes e influyentes propietarios de caballos como: Fernando Sanjurjo, dueño de la fábrica de cigarrillos Condal y del Haras Condal; Marcel Baurin, accionista de los Automotores Peugeot y terrateniente; Roberto, Bartolo, Miguel y Fernando Monserrat, dueños del Banco Monserrat Ltd., propietarios de bienes raíces and empresarios de la City de Rosario. 
Además, Banegas entrenó caballos para Inri Jesús Araya de Avenada, terrateniente y fundador de Inriville, ciudad en la Provincia de Córdoba, los empresarios Santiago Palma y Pedro Claverie; el industrialista Miguel Ángel Langelotti y para Juan Francisco Rosetti, concesionario de la Lotería de la Provincia de Santa Fe y también propietario del stud JFR. 
Entre las personalidad políticas de su tiempo, entrenó caballos para el Escribano Francisco H. Landó, Ministro de Educación de la Provincia de Santa De y el Sr. Svetkov, intendente interino de la City de Rosario. El Sr. Svetkov fue también padrino del hijo menor de Natalio Cirilo Banegas, Prof. Oscar Banegas.